# アーロン・デイヴィス (レフェリー)
アーロン・デイビス（Aaron Davis、1976年 - ）は、アメリカ合衆国のプロレスのレフェリー。OVWやWWEでアーロン "グース" マホニー（Aaron "Goose" Mahoney）の名前で活動した。